# Escarpí
L'escarpí, sovint anomenat piky per metonímia amb una de les marques comercials sota la qual es comercialitzen, és una peça de roba destinada inicialment a les dones, normalment de cotó, niló, elastà o similar, que té per objecte protegir els peus del calçat. Cobreix la part més baixa dels peus i els dits, i s'utilitza com a succedani dels mitjons. Es coneix amb el nom de "salvamitges" per la seva funcionalitat de protegir les mitges, i evitar carreres. Els seus orígens es remunten als anys quaranta. Aquesta peça de roba va ser fabricada i comercialitzada per una empresa catalana anomenada E.M.O., que la va llançar al mercat amb la marca «pikys». En l'actualitat gairebé totes les cases fabricants de mitges ofereixen la seva versió en diferents formes, matèries, i fins i tot colors. Tot i que el seu objectiu inicial era el de ser un protector dels peus i de les mitges, actualment es fabriquen amb vocació de ser exhibides de tal manera que sobresurtin de l'escot de les sabates de les dones i exerceixin, també, un reclam una mica fetitxista. També el solen usar els homes amb calçat esportiu o nàutic.